# Lettret
Lettret – miejscowość i gmina we Francji, w regionie Prowansja-Alpy-Lazurowe Wybrzeże, w departamencie Alpy Wysokie.

## Demografia
Według danych na rok 1990 gminę zamieszkiwały 92 osoby, a gęstość zaludnienia wynosiła 22 osoby/km². W styczniu 2015 r. Lettret zamieszkiwały 182 osoby, przy gęstości zaludnienia wynoszącej 43,3 osób/km².